# Las veredas de Saturno
Las veredas de Saturno (en francès Les Trottoirs de Saturne) és una pel·lícula coproducció de l'Argentina i França filmada en blanc i negre dirigida per Hugo Santiago Muchnick segons el seu propi guió escrit en col·laboració amb Juan José Saer i Jorge Semprún que es va estrenar el 20 d'abril de 1989 i que va tenir com a principals intèrprets a Rodolfo Mederos, Berangère Bonvoisin, Edgardo Lusi i Andrea Aronovich. Té el títol alternatiu de Les trottoirs de Saturne.

## Sinopsi
Fabian, un bandoneonista talentós, viu a l'exili a París després d'haver fugit de la repressió que s'estén a Amèrica Llatina. Ara només la música dona sentit a la seva existència. La seva germana Marta ve a unir-se a ell: tots dos planegen tornar al seu país.

## Repartiment
- Rodolfo Mederos : Fabian
- Bérangère Bonvoisin : Danielle
- Edgardo Lusi : Mario
- Philippe Clévenot : le commissaire
- Andrea Aronovitch : Marta
- Emmanuel Dechartre : Frank
- Sophie Loucachevsky : Dominique
- Diego Más Trelles
- Mónica Mórtola
- Juan Quirno
- Hugo Santiago
- Michel Brokovska
- Patrick Bonel
- Osvaldo Caló
- Tomás Gubitsch
- Catherine Jarret

## Crítiques
Com a El exilio de Gardel (Tangos), la pel·lícula canta l'angoixa de la condició d'exili. Amb tanta sensibilitat i sinceritat com Fernando Solanas, Hugo Santiago ens suggereix el patiment del desarrelament, el pes que pesa sobre els homes que viuen en “un país del no-res””

## Premis
El film va ser guardonat amb el Premi Cóndor de Plata al millor guió original de ficció per l'Asociación de Cronistas Cinematográficos de la Argentina el 1990.